# Mała płyta
Mała płyta - debiutancka płyta duetu alternatywnego Jerz Igor z kołysankami dla dzieci wydana w Dzień Dziecka, tj. 1 czerwca 2014. Wydanie płyty wspomogły prywatne osoby poprzez portal Polak Potrafi. Album został wyróżniony w rankingu Gazety Wyborczej: "Płyta roku 2014 - Polska". Okładka płyty to rodzaj tekturowej, rozkładanej książeczki z barwnymi ilustracjami autorstwa Agaty Dudek i Małgorzaty Nowak.

## Lista utworów
1. Księżyce
2. Sen
3. Krowa
4. Sowy
5. Dom
6. Woda
7. Tęcza
8. Aaaaa
9. Pies
10. Cisza
11. Królewicz
12. Północ